# مارتين كورك
مارتين كورك (بالإنجليزية: Martyn Crook)‏ (16 نوفمبر 1956 بإنجلترا في المملكة المتحدة - 5 ديسمبر 2008) هو مدرب كرة قدم ولاعب كرة قدم أسترالي في مركز حراسة المرمى. شارك مع منتخب أستراليا لكرة القدم. أما مع النوادي، فقد لعب مع بارا هيلز نايتس وكرويدون كينغز ووست أديلايد ‏.